# 84C MoPic
84C MoPic (también conocida como 84 Charlie MoPic; estrenada en Filipinas como Platoon 2)es una película de drama bélico independiente estadounidense de 1989escrita y dirigida por Patrick Sheane Duncan.

## Argumento
La película es un documental simulado de una misión de la Patrulla de Reconocimiento de Largo Alcance (LRRP) durante la Guerra de Vietnam. El punto de vista es el de un camarógrafo que sigue a un equipo del LRRP en una patrulla de cinco días en lo profundo del "País Indio" (territorio controlado por los norvietnamitas). El equipo apoda al camarógrafo "MoPic", debido a su especialidad ocupacional militar alfanumérica, 84C20, especialista en imágenes en movimiento. La misión supuestamente rutinaria, sin embargo, sale mal y finalmente se convierte en una lucha por la supervivencia. Al principio el equipo parece tener el control. Su líder, el sargento negro "OD", detecta trampas explosivas y el escuadrón coloca algunas de sus propias trampas. Evaden la detección de una patrulla EVN y presionan profundamente detrás de las líneas enemigas. Una noche, por radio, oyen que una unidad del EVN está invadiendo a toda una compañía del ejército. Atrapan a un regimiento del EVN al aire libre y ordenan un ataque de artillería, eliminando a gran parte del enemigo.
Ahora que el EVN sabe que hay estadounidenses cerca, evitan cualquier disparo y escapan entre el monte lo más silenciosamente posible. OD atrapa a una patrulla del EVN de 6 hombres pisándoles los talones, a sólo 50 metros de distancia. El escuadrón los elimina y se lleva consigo a un soldado del EVN herido. Su posición queda expuesta por el ruido y un francotirador elimina a Pretty Boy. El francotirador le dispara repetidamente en las extremidades, torturándolo, en un intento de atraer a otros miembros del escuadrón al aire libre. Incapaz de rescatarlo, la misericordia de OD lo mata. Luego exige que el LT mate al soldado del EVN con un cuchillo para evitar más ruido. Sádicamente hace que LT mire fotografías de la familia del soldado del NVA antes de que LT mate al soldado. El escuadrón continúa escapando, pero se encuentra con tropas de VC que hieren a OD y matan a Cracker. Como OD apenas puede caminar, Hammer, un miembro del equipo con menos experiencia, toma la delantera. Activa una trampa explosiva casi de inmediato, matándolo. Con la mitad del escuadrón muerto, los supervivientes se dirigen a su punto de evacuación. Después de un tiroteo final, MOPIC muere. OD, LT y Easy escapan en el helicóptero cuando termina la película.

## Protagonistas
- Jonathan Emerson como Teniente
- Nicholas Cascone como Easy
- Jason Tomlins como Niño bonito
- Christopher Burgard como Hammer
- Glenn Morshower como Cracker
- Richard Brooks como OD
- Byron Thames como MoPic[4]

## Producción y recepción
84C MoPic se filmó con un presupuesto bajo en el sur de California. La película es uno de los primeros ejemplos de metraje encontrado, un estilo famoso implementado por The Blair Witch Project y Paranormal Activity. 84 Charlie MoPic tiene una calificación de "Fresco" del 83% en Rotten Tomatoes, según 6 reseñas. Roger Ebert, al otorgar a la película tres estrellas de cuatro, escribió:
"84 Charlie MoPic" merece por sí sola un lugar entre las películas sobre Vietnam. Es un intento valiente y original de registrar ni más ni menos que la experiencia diaria real de una unidad de patrulla, extraída de los recuerdos de los hombres que estuvieron allí. Nunca había visto una película de combate que pareciera tan cercana a la experiencia real, al tipo de duras lecciones que los enemigos enseñan a los soldados. Los realizadores se han ganado el derecho a filmar con una cámara subjetiva, porque los ojos a través de los cuales realmente vemos son los suyos".
La película recibió tres nominaciones:
- Festival de Cine de Sundance 1989, Gran Premio del Jurado, Drama (Patrick Sheane Duncan)
- Premios Independent Spirit 1990 , Mejor Ópera Prima, Patrick Sheane Duncan (Director); Michael Nolin (Productor)
- Premios Independent Spirit 1990, Mejor Guion, Patrick Sheane Duncan[10]

La película figura entre las películas recomendadas sobre la guerra de Vietnam en una publicación de blog del Consejo de Relaciones Exteriores.